# Étienne-Bernard-Joseph Barrière
Pour les articles homonymes, voir Barrière.
Étienne-Bernard-Joseph Barrière, né le 7 octobre 1748 à Valenciennes et mort en 1816 ou 1818 à Paris, est un violoniste et compositeur français.

## Biographie
Étienne-Bernard-Joseph Barrière aurait travaillé avec André Danican Philidor avant d'entrer au Concert spirituel vers 1767. Il compose plusieurs symphonies, deux symphonies concertantes, des concertos pour violon, six quatuors à cordes et des duos pour violons.